# Bergepanzer 2
Der Bergepanzer 2 (BPz-2) gehört zur Gruppe der Kampfunterstützungsfahrzeuge. Er ist ein gepanzertes Arbeitsgerät, welches auf Grundlage des Leopard 1 entwickelt wurde. Zu seinem Aufgabengebiet zählen: Sicherstellung der Mobilität der gepanzerten Truppen, das Bergen von Schadfahrzeugen im Gefecht, Hilfeleistung beim Ein- und Ausbau von Triebwerken und Türmen sowie Unterstützung im Instandsetzungsbetrieb. Eingesetzt wird das Fahrzeug bei der Logistiktruppe des Heeres und in den Panzergrenadierbataillonen der Bundeswehr sowie bei den Armeen anderer Staaten, die über den Leopard 1 verfügen. In der Version 2A1 – als Pionierpanzer 1 – war er auch ein Arbeitsgerät der Pioniere. Er ist der dritte Bergepanzer der deutschen Streitkräfte, aber der erste in Eigenentwicklung.
Sein Vorgänger war der Bergepanzer 1 und der Nachfolger ist der auch „Bergepanzer 3“ genannte Büffel.

## Entwicklung

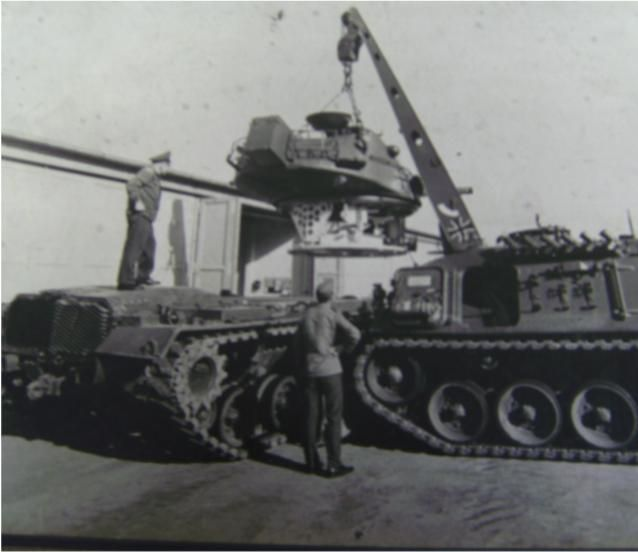
Bergepanzer 2 (Standard) beim Ziehen eines M48-Turmes

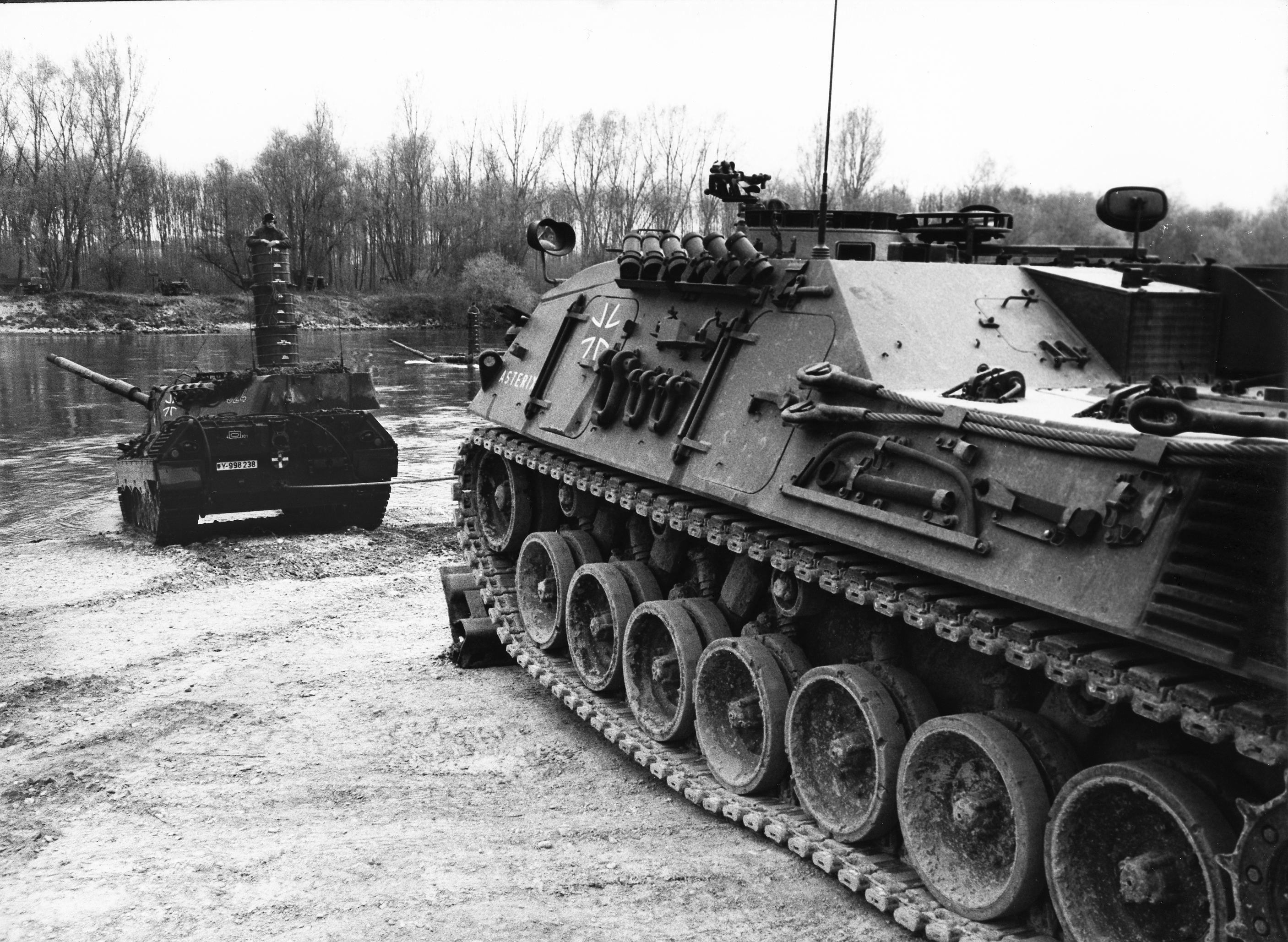
Bergepanzer 2A1 sichert Leopard 1 bei erster Gewässerdurchquerung (zur Verbreiterung der Übergangsstelle). Donau/Ingolstadt 1984

Die Wiederbewaffnung der Bundesrepublik ab Mitte der 1950er-Jahre führte auch zur Erstausstattung der Bundeswehr mit US-amerikanischen Panzerfahrzeugen. Neben Kampfpanzern des Typs M47 und M48 wurden auch Bergepanzer des Typs M74 auf Sherman-Chassis und ab 1962 als Nachfolger der Bergepanzer 1 eingeführt.
Mit der Entwicklung des Leopard 1 änderte sich auch das Bergepanzerkonzept der Bundeswehr. General Dietrich Willikens – eine treibende Kraft in der Panzerentwicklung – favorisierte eine Panzerfamilie auf dem Fahrgestell des Leopard 1. Eine einheitliche Ausbildung, Versorgung und die geringeren Produktionskosten machten die Idee des ‚Mehrzweckpanzers‘ für die Bundeswehrführung interessant. Der für den Leopard 1 aufgestellte Forderungskatalog definierte so von Anfang an einen passenden Bergepanzer.
Das Bundesamt für Wehrtechnik und Beschaffung (BWB) beauftragte im Oktober 1963 das Sonderbüro von Porsche mit der Entwicklung. Unter der Leitung der Konstrukteure Eyb und Greding wurde der Typ 807 entwickelt. Das Gemeinschaftsbüro, bestehend aus den Unternehmen Jung Jungenthal, Atlas-MaK Maschinenbau (Atlas-MaK, ab 1971 nur noch MaK) und den Luther-Werken, fertigte 1964 den ersten von zwei Prototypen. Die Baugruppen des Leopard 1 wurden zu 75 Prozent unverändert übernommen.
Im September 1964 übernahm Atlas-MaK die Hauptverantwortung über das Projekt und leitete die Truppenversuche, während Jung Jungenthal die Werkserprobung und Tests am stehenden Fahrzeug vornahm. Die Entwicklungsabteilung von Porsche war verantwortlich für die Weiterentwicklung und führte Grundsatzversuche wie Durchflussmessungen durch.
Im Frühjahr 1965 wurde von Atlas-MaK der Gesamtplan zur Serienfertigung vorgelegt. Die von Porsche gemachten Änderungen wurden bis Mitte Mai an den Prototypen umgesetzt. Im September 1965 wurden die ersten Versuche an der Erprobungsstelle 51 vorgenommen. Die zweite Umrüstung im Oktober 1965 brachte die Fahrzeuge auf serienähnlichen Zustand. Die Erprobung dieser Vorserienfahrzeuge erfolgte im Zeitraum 19. Oktober bis 23. November.
Am 9. September 1966 übergab Atlas-MaK den ersten von 444 Bergepanzer 2 (Standard) an die Truppe. Die Lieferung dieses ersten Bauloses war im April 1969 abgeschlossen und diente dazu, den Bergepanzer auf M88 Chassis zu ersetzen. Der Stückpreis betrug für die Bundeswehr bei Einführung 750.000 Deutsche Mark.
Im Jahr 1969 folgte das zweite Baulos. Die 36 Bergepanzer waren für die Panzerpioniere des Heeres vorgesehen. Dieser Typ ähnelte in Aussehen und Baugruppen dem Bergepanzer 2 (Standard) und war Bedürfnissen der Pioniere angepasst; er wurde Bergepanzer 2A1 beziehungsweise Pionierpanzer 1 genannt. Alle Fahrzeuge dieses Typs wurden Ende der 1980er-Jahre zum Pionierpanzer 2 Dachs umgebaut. Das Gesamtgewicht betrug 40,8 Tonnen.
Mit der Einführung des Flugabwehrkanonenpanzers Gepard und des Leopard 2 wurde eine leistungsgesteigerte Variante entwickelt und eingeführt. MaK lieferte in den Jahren 1977 bis 1978 im Baulos 3 insgesamt 100 Bergepanzer 2A2 (LS) an die Bundeswehr, die LS-Version verfügte über eine Stütze rechts am Heck, damit waren diese Fahrzeuge in der Lage den 16 Tonnen schweren Turm eines Flakpanzers Gepard zu heben. Weitere neun gingen an die Canadian Army mit der Bezeichnung Taurus – Armoured Recovery Vehicle (ARV).
Insgesamt fertigte Maschinenbau Kiel (seit 1992 ‘Rheinmetall Landsysteme’) 742 Bergepanzer 2.
Das Unternehmen Flensburger Fahrzeugbau, zuständig für die Wehrtechnikinstandsetzung der Leopard-Familie, hat seitdem mehrere Versionen des Bergepanzers entwickelt. Zunächst wurde eine Leistungssteigerung des Bergepanzers 2 (Bergepanzer 2000) entwickelt. Ältere Varianten des Bergepanzers 2 können auf diese Version umgebaut werden. Die Streitkräfte von Belgien und Chile nutzen diese Variante.
2006 und 2007 wurde der Bergepanzer 2 nochmals erheblich modifiziert und leistungsgesteigert, um als Unterstützungsfahrzeug für den Kampfpanzer Leopard 2 eingesetzt werden zu können. Dieses Produkt wird als Bergepanzer Wisent bezeichnet und seit 2008 vom dänischen Heer eingesetzt.

## Technische Beschreibung

### Ausstattung und Besatzung

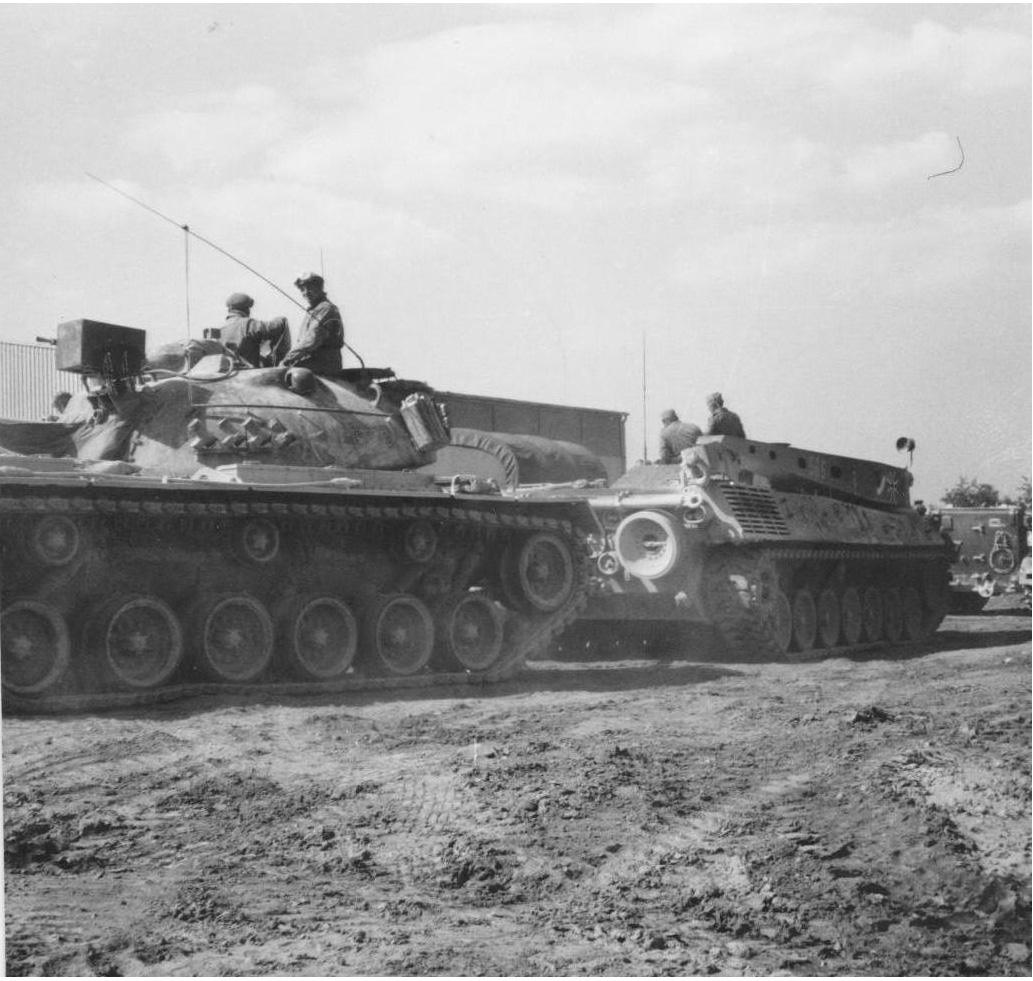
Das Abschleppen von Schadfahrzeugen (hier ein M48) ist eine der leichtesten Aufgaben, die der Bergepanzer zu bewältigen hat

Die Besatzung besteht aus insgesamt vier Soldaten: Dem Fahrer, dem Kommandanten, einem Bug-MG-Schützen und als viertes Besatzungsmitglied dem Funkgerätbediener/Bergewart. Der Fahrer sitzt vorne links im Fahrzeug unter einer einteiligen Luke. Er steuert den Panzer nach den Vorgaben des Kommandanten und bedient die Bergeeinrichtungen, darunter den Schild und die Winde. Weiterhin ist er für Wartungsarbeiten an der Wanne des Panzers verantwortlich. Links vom Fahrer befindet sich der MG-Schütze für das Bug-MG. Der Kommandant sitzt leicht nach links versetzt direkt hinter dem Fahrer. Er führt den Panzer, hält die Funkverbindung zur übergeordneten Führungsebene und kann bei Bedarf den Fahrer bei Bedienung des Kranarms übersteuern. Weiterhin ist er für das Laden und Bedienen des Fliegerabwehrmaschinengewehrs verantwortlich. Der vierte Soldat sitzt im hinteren Teil des Aufbaus und blickt nach hinten. Der Zugang zum Kampfraum erfolgt über die drei Dachluken oder die Einstiegsluke auf der linken Fahrzeugseite. Die Notausstiegsluke im Fahrzeugboden ist ebenfalls vorhanden.
Zur Kommunikation verfügen die Fahrzeuge der Bundeswehr über ein UKW-Funkgerät SEM 80 (Sender/Empfänger, mobil 80). Als Nachtsichtgeräte für Kommandant und Fahrer dienen Restlichtverstärker.

### Schutzausstattung
Die Wanne des Bergepanzers 2 besteht aus geschweißtem Panzerstahl und besitzt eine einlagige Panzerung. Das Schutzniveau für das Fahrgestell entspricht dem des Leopard 1. Der gepanzerte Aufbau erreicht Panzerungsstärken von 25 mm bis 35 mm für die Seiten und 10 mm für das Dach. Die Hydraulikzylinder der Krananlage erhielten einen Splitterschutz. Zur Standardausrüstung zählen eine ABC-Schutz- und Belüftungsanlage sowie eine Feuerwarn- und Unterdrückungsanlage. Die Abgasanlage mit Frischluftbeimischung reduziert die Infrarot-Signatur und unterstützt so den passiven Panzerschutz.
Im Rahmen der Auslandseinsätze wurden einige Bergepanzer 2 durch IBD Deisenroth Engineering (Ingenieurbüro Deisenroth) mit einer zusätzlichen Verbundpanzerung (Mexas Medium) und einer Minenschutzausstattung versehen. Neben Kanada, das ihre Bergepanzer umrüsten ließ, wurde das Schutzpaket von Norwegen getestet.

### Bewaffnung
Die Bewaffnung ist vorwiegend zur Selbstverteidigung vorgesehen und variiert je nach Nutzerstaat. Die deutschen Streitkräfte verfügen über zwei Maschinengewehre MG3, die als Bug-MG und als Fla-MG auf der Fliegerabwehrlafette der Kommandantenkuppel eingesetzt werden. Eine Nebelmittelwurfanlage im Kaliber 76 mm mit sechs Wurfbechern an der linken Seite des gepanzerten Aufbaus ermöglicht der Besatzung, sich im Gefecht den Blicken des Gegners zu entziehen.

### Antrieb und Fahrwerk
Das drehstabgefederte Stützrollenlaufwerk des Leopard wurde ohne Änderungen übernommen. Je Seite verfügt es über sieben gummibereifte Doppellaufrollen und vier Stützrollen, wobei die ersten drei und die letzten beiden Laufrollen je mit einem hydraulischen Stoßdämpfer versehen sind. Der Federweg wird durch Kegelstumpffedern und Endanschläge begrenzt. Das Antriebsrad der Kette befindet sich hinten.
Als Gleiskette dient eine „lebende“ Endverbinderkette (Typ: D 640A) mit auswechselbaren Kettenpolstern des Herstellers Diehl.
Der komplette Antriebsstrang wurde eins zu eins übernommen. Angetrieben von einem 10-Zylinder-Vielstoffmotor des Typs MB 838 CaM-500 mit zwei mechanischen Ladern erreicht der Bergepanzer 2 eine Höchstgeschwindigkeit von 62 km/h. Das Triebwerk leistet 830 PS bei 37,4 Litern Hubraum und ermöglicht ein Leistungsgewicht von rund 20 PS/t. Der Kraftstoffvorrat der Tanks wurde auf 1550 l vergrößert, um dem erhöhten Verbrauch während der Bergearbeiten Rechnung zu tragen. Die Straßenreichweite beträgt damit 850 km, bei einem Verbrauch von 165 l auf 100 km. Die Pioniervariante war abweichend mit einem Kraftstoffvorrat von 1410 l ausgestattet.
Der Bodendruck liegt bei 0,83 kg/cm² – in der leistungsgesteigerten Variante 2A2 beträgt dieser 0,85 kg/cm².
Um eine gleichbleibende Ölversorgung auch in schwierigem Gelände und bei Schräglage zu gewährleisten, ist der Motor mit einer Trockensumpf-Druckumlaufschmierung ausgerüstet.
Die Stromversorgung des 24-V-Bordnetzes erfolgt durch einen flüssigkeitsgekühlten 9-kW-Drehstromgenerator. Die Batterieanlage besteht aus sechs Batterien zu je 12 Volt mit insgesamt 300 Amperestunden.
Für die Kraftübertragung auf die Kette dient das Schaltgetriebe 4 HP-250 von ZF Friedrichshafen. Angeflanscht an den Motor verfügt es über vier Vorwärts- und zwei Rückwärtsgänge, die elektro-hydraulisch geschaltet werden. Gekuppelt wird über einen hydraulischen Drehmomentwandler mit Überbrückungskupplung. Die Bremsen des Fahrzeugs sind als hydraulische Einkreis-Scheibenbremsen mit Bremsölpumpenunterstützung und Stickstoffreserve ausgelegt. Der Bergepanzer 2 war der erste Panzer der Leopardfamilie mit diesem verbesserten Bremsentyp von Teves, die ab dem dritten Baulos bei den Kampfpanzern nachgerüstet wurde.

### Bergeausstattung

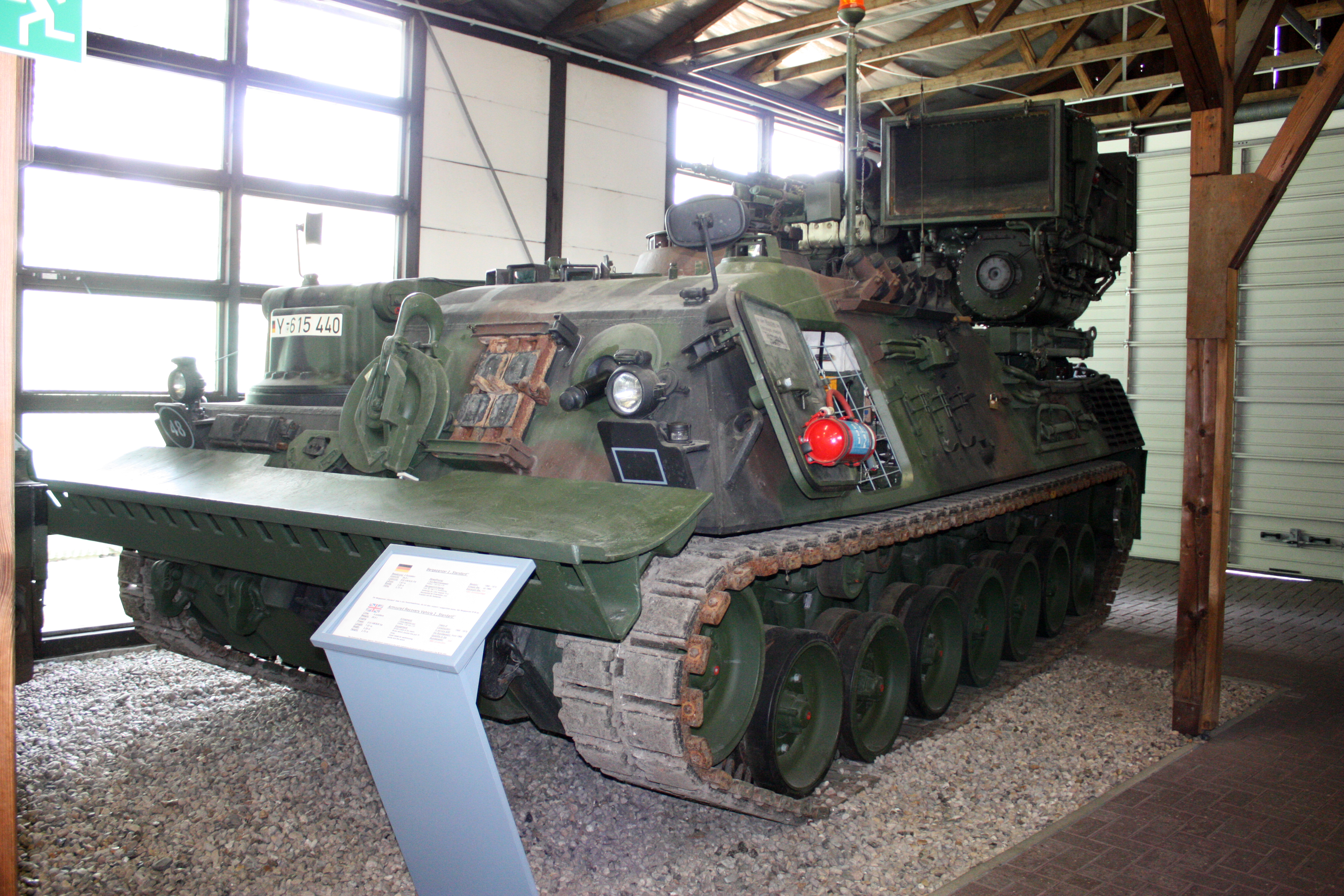
Bergepanzer 2 (Standard) mit verlastetem Leopard-1-Triebwerk

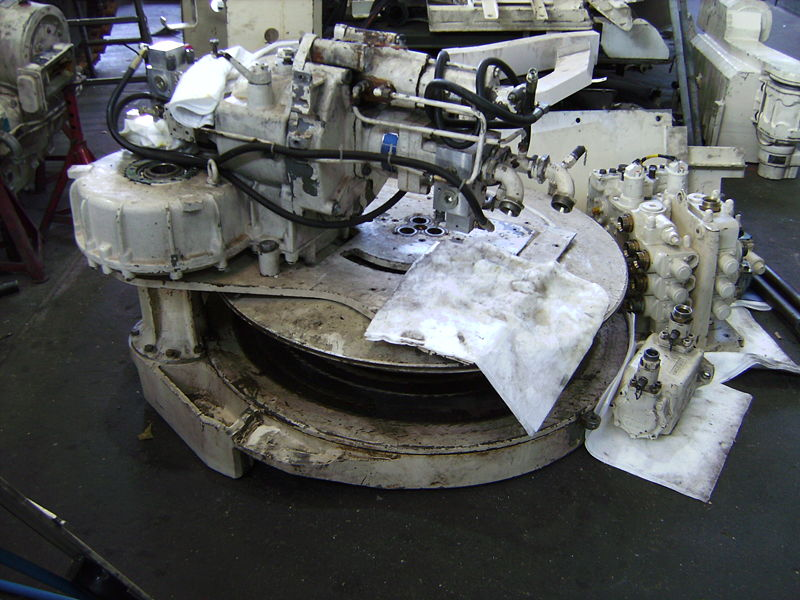
Ausgebaute Bergewinde

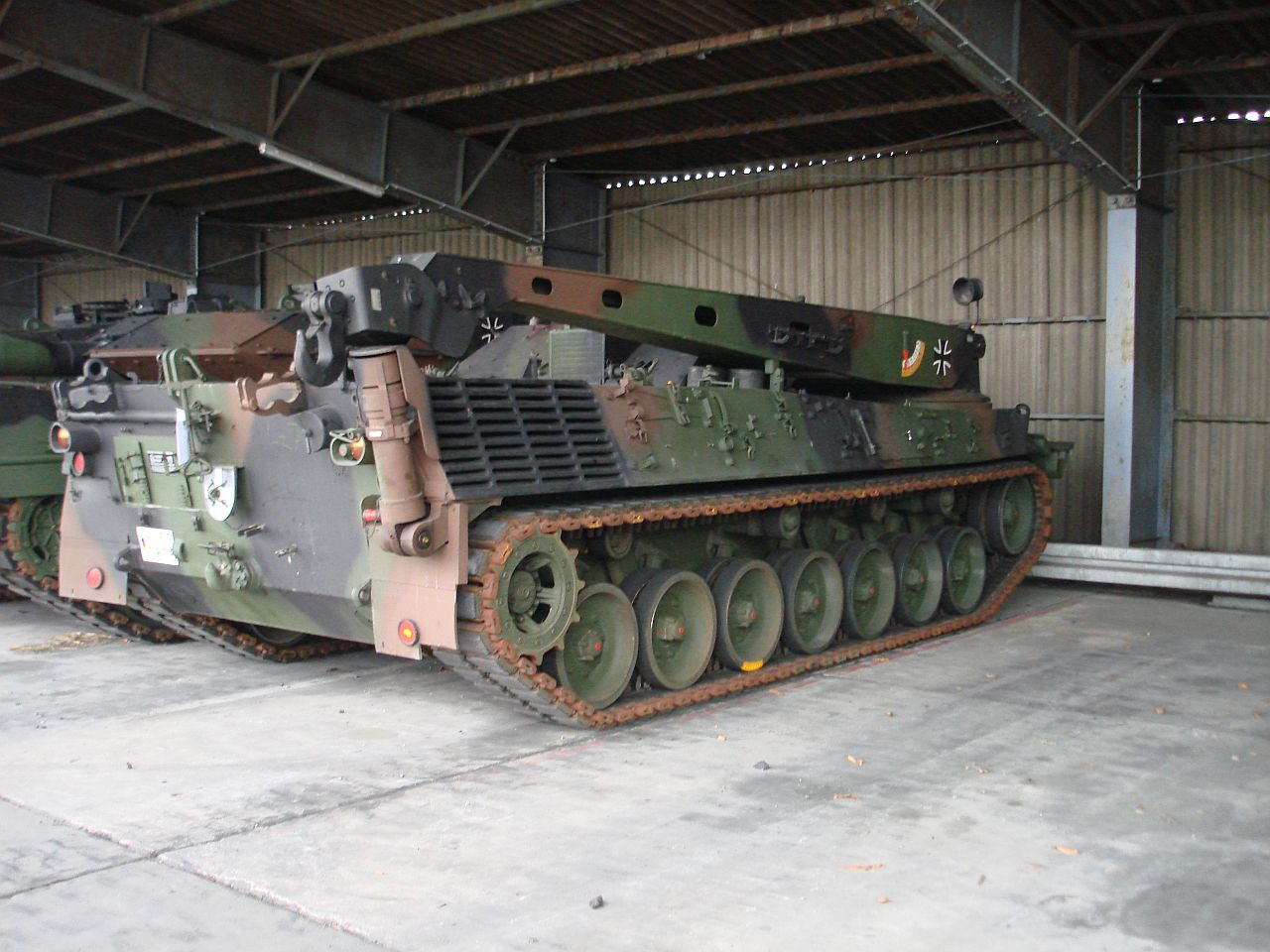
Heckansicht Bergepanzer 2A2, rechts die Heckabstützung
(Fahrzeug befindet sich in der Heeresinstandsetzungslogistik)

Das Herzstück des Bergepanzer 2 ist seine Bergeausstattung. Dazu zählen der Kranarm, der Räum- und Stützschild, die Berge- und Windeneinrichtung sowie Gerätschaften zur Instandsetzung wie eine Schneid- und Schweißanlage. Im Rahmen von Feldinstandsetzungen ist es möglich, ein Ersatztriebwerk für den Leopard 1 auf dem Heck des Panzers mitzuführen. Ein Schacht, aufgesetzt auf die Kommandantenluke, macht ihn tiefwat- und tauchfähig, so dass er an Flussübergängen als Sicherungsfahrzeug eingesetzt werden kann.
Die Hydraulikanlage des Pionierpanzer 1 (Bergepanzer 2A1) wurde in ihrer Leistung gesteigert und verfügt zusätzlich über einen Wärmetauscher, um die geforderten Mindesteinsatzdauer von 8 Stunden zu ermöglichen.
Der Kranarm ist vorne rechts auf dem Chassis installiert und ermöglicht einen Arbeitsbereich von 270°. Die maximale Hakenlast im abgestützten Zustand und in maximaler Erhöhung von 72° beträgt 20 Tonnen. Im praktischen Einsatz ist sie auf 13 t begrenzt, um die maximale Schwenklast nicht zu überschreiten. Erst mit dem Bergepanzer 2A2 wurde sie durch einen verstärkten Kran und die Heckabstützung auf 16 Tonnen erhöht. In maximaler Ausladung können noch 7 Tonnen gehoben und bis zu 6,3 Tonnen ohne Abstützung verfahren werden.
Bei einer Überbelastung stoppt eine Überlastwarnanlage – die vom Bediener per Hand zurückgesetzt werden muss – den Hebezeugbetrieb. Die Länge des 13 mm starken Hubwindenseils beträgt 100 m.
Die Pioniervariante erhielt darüber hinaus eine Leiter auf dem Ausleger und ein Erdbohrgerät, das am Ende des Kran befestigt werden kann. In der Theorie war damit die Aushebung von bis zu 30 Erdlöchern mit 70 cm Durchmesser und einer Tiefe von 190 cm möglich. Praktisch war das Bohrgerät mit hydraulischem Radialkolbenmotor jedoch für Fehler anfällig. Wurzeln und Steine in nicht der Norm entsprechenden Böden reduzierten die Zuverlässigkeit enorm.
Der Räum- und Stützschild in der Bergepanzervariante dient vorrangig als Abstützung im Kranbetrieb und als Erdanker bei den Bergearbeiten. Der 3,25 m breite Schild wird durch zwei Hydraulikzylinder bedient und blockiert automatisch bei Druckverlust. Der Pionierpanzer verwendete einen nahezu identischen Räumschild. Erhöht um 40,4 cm und durch zwei abnehmbare Verbreiterungen von 25 cm auf 3,75 m erweitert, war er auf die Einsatzgebiete der Pioniere abgestimmt. Eine Rolle oberhalb der Räumschildmitte reduzierte den Verschleiß des Bergeseils. Um Boden aufreißen zu können, waren vier Reißzähne für eine Tiefe von 50 mm und zwei große Reißzähne für 40 cm zum Aufstecken verfügbar. Die Räumleistung beider Schildvarianten liegt bei 200 m³/h.
Die Zug- und Hauptwinde von Rotzler wird von zwei hydraulischen Motoren gesteuert. Die Zugkraft der Trommelwinde beträgt 345 kN (ca. 35 t) im Einzelzug und 690 kN (ca. 70 t) im Doppelzug mit Umlenkrolle. Die Seilausfahrgeschwindigkeit beträgt 14 m/min im ersten Gang, 44 m/min im zweiten Gang und im Bergepanzer 2A2 mit der verbesserten Winde 74 m/min. Eine Spannvorrichtung gewährleistet beim Auf- und Abrollen des 90 m langen Seils eine gleichmäßige Seilspannung. Beim Unterwassereinsatz muss der Seilantrieb abgedeckt werden und ist somit nicht einsetzbar.
Zur weiteren Ausstattung gehören darüber hinaus eine Schneid- und Schweißanlage (54 V/360 A), eine Kettensäge, ein Schlagschrauber, Fahrzeugheber, Umlenkrollen, Abschleppschere, Schäkel, eine Satz Doppellaufrollen, Kettenglieder und zusätzlich zum Bordwerkzeug ein erweiterter Werkzeugsatz für die Feldinstandsetzung. Die Pioniere verfügten zusätzlich über Stauraum für 600 kg Sprengausrüstung inklusive Zündern und 117 kg Sprengstoff.

## Technische Daten

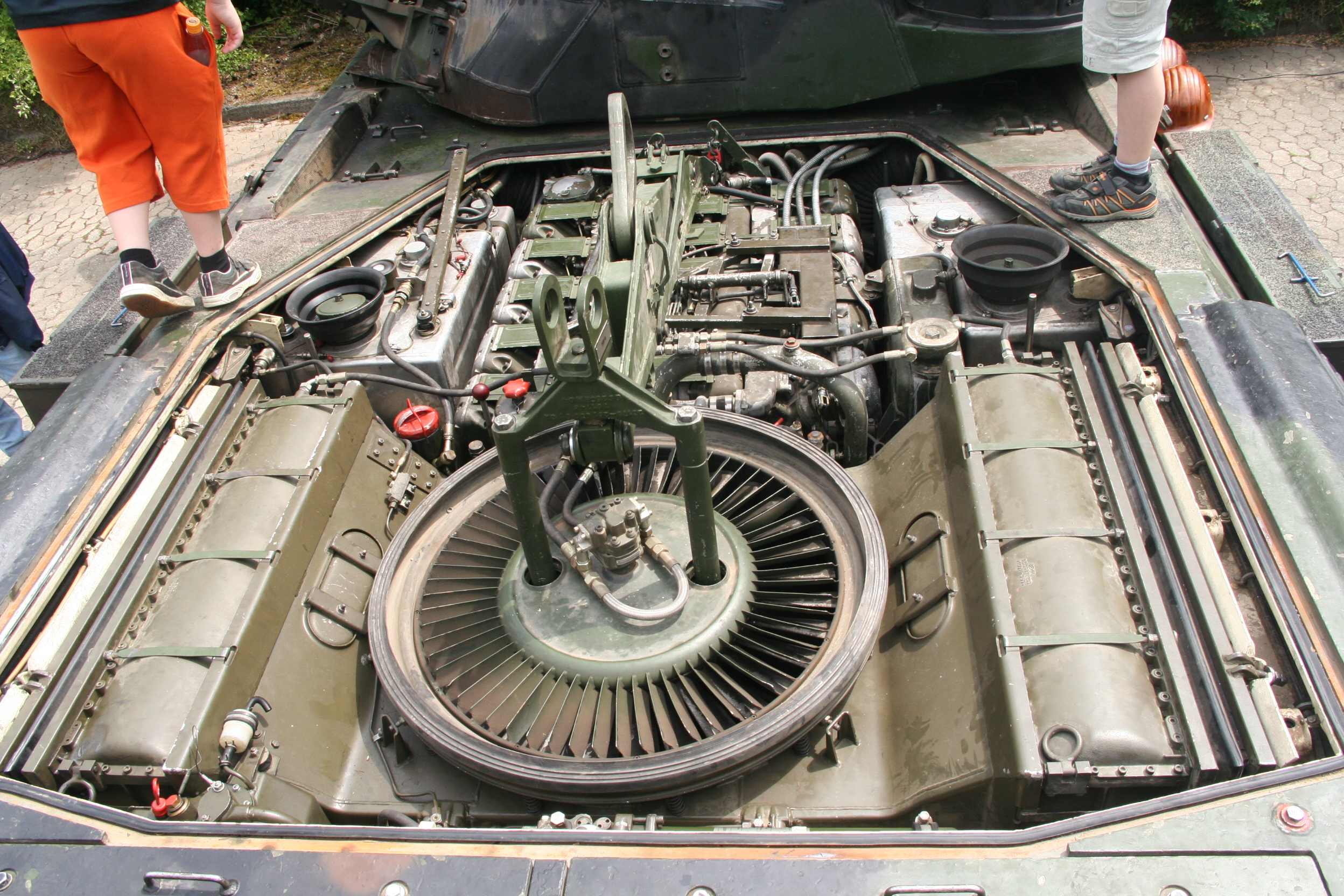
Triebwerk der Leopard-1-Serie mit Hubgeschirr, im Vordergrund die Abgasanlage mit Frischluftbeimischung

| Typ:                                                   | Bergepanzer mit selbsttragender Wanne, turmloser Aufbau und Kranausleger                                            | Bergepanzer mit selbsttragender Wanne, turmloser Aufbau und Kranausleger                                            | Bergepanzer mit selbsttragender Wanne, turmloser Aufbau und Kranausleger                                            | Bergepanzer mit selbsttragender Wanne, turmloser Aufbau und Kranausleger                                            | Bergepanzer mit selbsttragender Wanne, turmloser Aufbau und Kranausleger                                            | Bergepanzer mit selbsttragender Wanne, turmloser Aufbau und Kranausleger                                            | Bergepanzer mit selbsttragender Wanne, turmloser Aufbau und Kranausleger                                                    | Bergepanzer mit selbsttragender Wanne, turmloser Aufbau und Kranausleger | Bergepanzer mit selbsttragender Wanne, turmloser Aufbau und Kranausleger | Bergepanzer mit selbsttragender Wanne, turmloser Aufbau und Kranausleger |                                                           |                                                           |                                                           |
| Besatzung:                                             | 4 | 4 | 4 | 4 | 4 | 4 | 4 | 4                                                                        | 4                                                                        | 4                                                                        |                                                           |                                                           |                                                           |
| Motor:                                                 | MTU MB 838 CA-M500, 10-Zylinder-Mehrstoff-Dieselmotor                                                               | MTU MB 838 CA-M500, 10-Zylinder-Mehrstoff-Dieselmotor                                                               | MTU MB 838 CA-M500, 10-Zylinder-Mehrstoff-Dieselmotor                                                               | MTU MB 838 CA-M500, 10-Zylinder-Mehrstoff-Dieselmotor                                                               | MTU MB 838 CA-M500, 10-Zylinder-Mehrstoff-Dieselmotor                                                               | MTU MB 838 CA-M500, 10-Zylinder-Mehrstoff-Dieselmotor                                                               | MTU MB 838 CA-M500, 10-Zylinder-Mehrstoff-Dieselmotor                                                                       | MTU MB 838 CA-M500, 10-Zylinder-Mehrstoff-Dieselmotor                    | MTU MB 838 CA-M500, 10-Zylinder-Mehrstoff-Dieselmotor                    | MTU MB 838 CA-M500, 10-Zylinder-Mehrstoff-Dieselmotor                    |                                                           |                                                           |                                                           |
| Hubraum:                                               | 37.400 cm³ | 37.400 cm³ | 37.400 cm³ | 37.400 cm³ | 37.400 cm³ | 37.400 cm³ | 37.400 cm³ | 37.400 cm³                                                               | 37.400 cm³                                                               | 37.400 cm³                                                               |                                                           |                                                           |                                                           |
| Leistung:                                              | 610 kW (830 PS) | 610 kW (830 PS) | 610 kW (830 PS) | 610 kW (830 PS) | 610 kW (830 PS) | 610 kW (830 PS) | 706 kW (960 PS) 3300 Nm bei 1600 min−1                                                                                      |                                                                          |                                                                          |                                                                          |                                                           |                                                           |                                                           |
| Kühlung:                                               | thermostatisch geregeltes Axialgebläse                                                                              | thermostatisch geregeltes Axialgebläse                                                                              | thermostatisch geregeltes Axialgebläse                                                                              | thermostatisch geregeltes Axialgebläse                                                                              | thermostatisch geregeltes Axialgebläse                                                                              | thermostatisch geregeltes Axialgebläse                                                                              | thermostatisch geregeltes Axialgebläse                                                                                      | thermostatisch geregeltes Axialgebläse                                   | thermostatisch geregeltes Axialgebläse                                   | thermostatisch geregeltes Axialgebläse                                   |                                                           |                                                           |                                                           |
| Getriebe:                                              | Planetengetriebe ZF 4 HP 250 mit vier Vorwärts- und zwei Rückwärtsgängen                                            | Planetengetriebe ZF 4 HP 250 mit vier Vorwärts- und zwei Rückwärtsgängen                                            | Planetengetriebe ZF 4 HP 250 mit vier Vorwärts- und zwei Rückwärtsgängen                                            | Planetengetriebe ZF 4 HP 250 mit vier Vorwärts- und zwei Rückwärtsgängen                                            | Planetengetriebe ZF 4 HP 250 mit vier Vorwärts- und zwei Rückwärtsgängen                                            | Planetengetriebe ZF 4 HP 250 mit vier Vorwärts- und zwei Rückwärtsgängen                                            | Planetengetriebe ZF 4 HP 250 mit vier Vorwärts- und zwei Rückwärtsgängen                                                    | Planetengetriebe ZF 4 HP 250 mit vier Vorwärts- und zwei Rückwärtsgängen | Planetengetriebe ZF 4 HP 250 mit vier Vorwärts- und zwei Rückwärtsgängen | Planetengetriebe ZF 4 HP 250 mit vier Vorwärts- und zwei Rückwärtsgängen |                                                           |                                                           |                                                           |
| Fahrwerk:                                              | drehstabgefedertes Stützrollenlaufwerk mit sieben Laufrollen und vier Stützrollen                                   | drehstabgefedertes Stützrollenlaufwerk mit sieben Laufrollen und vier Stützrollen                                   | drehstabgefedertes Stützrollenlaufwerk mit sieben Laufrollen und vier Stützrollen                                   | drehstabgefedertes Stützrollenlaufwerk mit sieben Laufrollen und vier Stützrollen                                   | drehstabgefedertes Stützrollenlaufwerk mit sieben Laufrollen und vier Stützrollen                                   | drehstabgefedertes Stützrollenlaufwerk mit sieben Laufrollen und vier Stützrollen                                   | drehstabgefedertes Stützrollenlaufwerk mit sieben Laufrollen, vier Stützrollen und verstellbare hydraulische Gasstoßdämpfer |                                                                          |                                                                          |                                                                          |                                                           |                                                           |                                                           |
| Länge über alles: Räumschaufel in Fahrstellung         | 7570 mm | 7980 mm | 7980 mm | 7680 mm | 7680 mm | 7680 mm | 8210 mm | 8210 mm                                                                  | 8210 mm                                                                  | 8210 mm                                                                  | 8210 mm                                                   | 8210 mm                                                   | 8210 mm                                                   |
| Breite über alles:                                     | 3250 mm | 3250 mm | 3250 mm | 3250 mm | 3250 mm | 3250 mm | 3250 mm | 3250 mm                                                                  | 3250 mm                                                                  | 3250 mm                                                                  |                                                           |                                                           |                                                           |
| Höhe über alles:                                       | 2695 mm | 2695 mm | 2695 mm | 2695 mm | 2695 mm | 2695 mm | 2970 mm (mit Topcase) 3271 mm (mit Leopard-2-Triebwerk auf dem Heck)                                                        |                                                                          |                                                                          |                                                                          |                                                           |                                                           |                                                           |
| Bodenfreiheit:                                         | 440 mm | 440 mm | 440 mm | 440 mm | 440 mm | 440 mm | 440 mm | 440 mm                                                                   | 440 mm                                                                   | 440 mm                                                                   |                                                           |                                                           |                                                           |
| Watfähigkeit o. Aufbau:                                | 1200 mm | 1200 mm | 1200 mm | 1200 mm | 1200 mm | 1200 mm | 1200 mm | 1200 mm                                                                  | 1200 mm                                                                  | 1200 mm                                                                  |                                                           |                                                           |                                                           |
| Tiefwaten m. Tiefwat-Schacht:                          | 2250 mm | 2250 mm | 2250 mm | 2250 mm | 2250 mm | 2250 mm | 2250 mm | 2250 mm                                                                  | 2250 mm                                                                  | 2250 mm                                                                  |                                                           |                                                           |                                                           |
| Unterwasserfahren m. Unterwasserfahr-Schacht:          | 4000 mm | 4000 mm | 4000 mm | 4000 mm | 4000 mm | 4000 mm | 4000 mm | 4000 mm                                                                  | 4000 mm                                                                  | 4000 mm                                                                  |                                                           |                                                           |                                                           |
| Grabenüberschreitfähigkeit:                            | 2500 mm | 2500 mm | 2500 mm | 2500 mm | 2500 mm | 2500 mm | 2500 mm | 2500 mm                                                                  | 2500 mm                                                                  | 2500 mm                                                                  |                                                           |                                                           |                                                           |
| Kletterfähigkeit:                                      | 1150 mm | 880 mm | 880 mm | 1000 mm | 1000 mm | 1000 mm | 880 mm | 880 mm                                                                   | 880 mm                                                                   | 880 mm                                                                   | 880 mm                                                    | 880 mm                                                    | 880 mm                                                    |
| Steigfähigkeit:                                        | 60 % | 60 % | 60 % | 60 % | 60 % | 60 % | 60 % | 60 %                                                                     | 60 %                                                                     | 60 %                                                                     |                                                           |                                                           |                                                           |
| Querneigung:                                           | 30 % | 30 % | 30 % | 30 % | 30 % | 30 % | 30 % | 30 %                                                                     | 30 %                                                                     | 30 %                                                                     |                                                           |                                                           |                                                           |
| Leergewicht:                                           | 39.200 kg | 40.200 kg | 40.200 kg | 39.980 kg | 39.980 kg | 39.980 kg | 47.000 kg | 47.000 kg                                                                | 47.000 kg                                                                | 47.000 kg                                                                | 47.000 kg                                                 | 47.000 kg                                                 | 47.000 kg                                                 |
| Gefechtsgewicht:                                       | 39.800 kg | 40.800 kg | 40.800 kg | 40.600 kg | 40.600 kg | 40.600 kg | 54.000 kg (zgM 56.000 kg)                                                                                                   | 54.000 kg (zgM 56.000 kg)                                                | 54.000 kg (zgM 56.000 kg)                                                | 54.000 kg (zgM 56.000 kg)                                                | 54.000 kg (zgM 56.000 kg)                                 | 54.000 kg (zgM 56.000 kg)                                 | 54.000 kg (zgM 56.000 kg)                                 |
| Bauartbedingte Höchstgeschwindigkeit:                  | 62 km/h | 62 km/h | 62 km/h | 62 km/h | 62 km/h | 62 km/h | 62 km/h | 62 km/h                                                                  | 62 km/h                                                                  | 62 km/h                                                                  |                                                           |                                                           |                                                           |
| Kraftstoffmenge:                                       | 1550 l | 1410 l | 1410 l | 1550 l | 1550 l | 1550 l | – | –                                                                        | –                                                                        | –                                                                        | –                                                         | –                                                         | –                                                         |
| Fahrbereich Straße und Kraftstoffverbrauch gemäß TDv:  | 840 km bei 165 l/100 km                                                                                             | 650 km bei 165 l/100 km                                                                                             | 650 km bei 165 l/100 km                                                                                             | 840 km bei 165 l/100 km                                                                                             | 840 km bei 165 l/100 km                                                                                             | 840 km bei 165 l/100 km                                                                                             | – | –                                                                        | –                                                                        | –                                                                        | –                                                         | –                                                         | –                                                         |
| Fahrbereich Gelände und Kraftstoffverbrauch gemäß TDv: | 400 km (2A1) bis 500 km bei 300 l/100 km (Verbräuche über 400 l/100 km sind im Abschleppeinsatz nicht ungewöhnlich) | 400 km (2A1) bis 500 km bei 300 l/100 km (Verbräuche über 400 l/100 km sind im Abschleppeinsatz nicht ungewöhnlich) | 400 km (2A1) bis 500 km bei 300 l/100 km (Verbräuche über 400 l/100 km sind im Abschleppeinsatz nicht ungewöhnlich) | 400 km (2A1) bis 500 km bei 300 l/100 km (Verbräuche über 400 l/100 km sind im Abschleppeinsatz nicht ungewöhnlich) | 400 km (2A1) bis 500 km bei 300 l/100 km (Verbräuche über 400 l/100 km sind im Abschleppeinsatz nicht ungewöhnlich) | 400 km (2A1) bis 500 km bei 300 l/100 km (Verbräuche über 400 l/100 km sind im Abschleppeinsatz nicht ungewöhnlich) | – | –                                                                        | –                                                                        | –                                                                        | –                                                         | –                                                         | –                                                         |
| Wendekreis:                                            | 496 cm | 496 cm | 496 cm | 496 cm | 496 cm | 496 cm | 496 cm | 496 cm                                                                   | 496 cm                                                                   | 496 cm                                                                   |                                                           |                                                           |                                                           |
| Breite Räumschild:                                     | 3250 mm | 3250 mm (3750 mm mit Verbreiterung)                                                                                 | 3250 mm (3750 mm mit Verbreiterung)                                                                                 | 3250 mm | 3250 mm | 3250 mm | 3250 mm (3750 mm mit Verbreiterung)                                                                                         | 3250 mm (3750 mm mit Verbreiterung)                                      | 3250 mm (3750 mm mit Verbreiterung)                                      | 3250 mm (3750 mm mit Verbreiterung)                                      | 3250 mm (3750 mm mit Verbreiterung)                       | 3250 mm (3750 mm mit Verbreiterung)                       | 3250 mm (3750 mm mit Verbreiterung)                       |
| Höhe Räumschild:                                       | 591 mm | 995 mm | 995 mm | 591 mm | 591 mm | 591 mm | 995 mm | 995 mm                                                                   | 995 mm                                                                   | 995 mm                                                                   | 995 mm                                                    | 995 mm                                                    | 995 mm                                                    |
| Bewaffnung:                                            | 2 × 7,62 × 51 mm NATO MG3 oder C6 GPMG als Fliegerabwehr-MG und Bug-MG, Nebelmittelwurfanlage                       | 2 × 7,62 × 51 mm NATO MG3 oder C6 GPMG als Fliegerabwehr-MG und Bug-MG, Nebelmittelwurfanlage                       | 2 × 7,62 × 51 mm NATO MG3 oder C6 GPMG als Fliegerabwehr-MG und Bug-MG, Nebelmittelwurfanlage                       | 2 × 7,62 × 51 mm NATO MG3 oder C6 GPMG als Fliegerabwehr-MG und Bug-MG, Nebelmittelwurfanlage                       | 2 × 7,62 × 51 mm NATO MG3 oder C6 GPMG als Fliegerabwehr-MG und Bug-MG, Nebelmittelwurfanlage                       | 2 × 7,62 × 51 mm NATO MG3 oder C6 GPMG als Fliegerabwehr-MG und Bug-MG, Nebelmittelwurfanlage                       | Nebelmittelwurfanlage, Bewaffnung variiert je nach Nutzer                                                                   | Nebelmittelwurfanlage, Bewaffnung variiert je nach Nutzer                | Nebelmittelwurfanlage, Bewaffnung variiert je nach Nutzer                | Nebelmittelwurfanlage, Bewaffnung variiert je nach Nutzer                | Nebelmittelwurfanlage, Bewaffnung variiert je nach Nutzer | Nebelmittelwurfanlage, Bewaffnung variiert je nach Nutzer | Nebelmittelwurfanlage, Bewaffnung variiert je nach Nutzer |
| Munition:                                              | 4250 Patronen für die beiden MG3                                                                                    | 4250 Patronen für die beiden MG3                                                                                    | 4250 Patronen für die beiden MG3                                                                                    | 4250 Patronen für die beiden MG3                                                                                    | 4250 Patronen für die beiden MG3                                                                                    | 4250 Patronen für die beiden MG3                                                                                    | – | –                                                                        | –                                                                        | –                                                                        | –                                                         | –                                                         | –                                                         |

## Kurzübersicht Varianten
- Bergepanzer 2 (Standard) – Serienfahrzeug Baulos 1
- Bergepanzer 2A1/Pionierpanzer 1 – Baulos 2; für die Pioniere optimiert
- Bergepanzer 2A2 (LS) – Baulos 3; leistungsgesteigerte Variante
- Bergepanzer 2A2 (LS EHS) – Baulos 3; mit elektrohydraulischer Steuerung
- Bergepanzer 2000 – Modifikation des Bergepanzers 2 zur Leistungssteigerung und Modernisierung: neue Hydraulikanlage, eine verbesserte Kransteuerung, eine elektronische Kontrollanlage, eine Optimierung der Durchflussraten für den Kraftstoff, Nothydraulik sowie Sicherheitseinrichtungen für den Kran- und Räumbetrieb
- Bergepanzer Wisent – Neuentwicklung von 2006 bis 2007 in Zusammenarbeit mit den dänischen Streitkräften auf Basis des Bergepanzers 2: verbesserte Panzerung und Minenschutz, soll den höheren Anforderungen, die der Kampfpanzer Leopard 2 an einen Bergepanzer stellt, genügen.[3]

## Der Bergepanzer 2/Wisent in anderen Streitkräften

### Australien
Australien erhielt 1977 mit der Einführung des Leopard 1 ebenfalls Bergepanzer auf Leopard-Chassis. Die acht Bergepanzer (Standard) wurden bei den australischen Panzertruppen eingesetzt und als Armoured Recovery Vehicle – Medium (ARVM) geführt. Mit dem Zulauf des M1 Abrams im Jahr 2007 wurden die Bergepanzer ausgemustert.

### Belgien
Das belgische Heer verfügte ursprünglich über einen Bestand von 36 Bergepanzern (Standard). Die 20 verbliebenen Fahrzeuge wurden 2002 zum Bergepanzer 2000 kampfwertgesteigert. Ein Bergepanzer 2 wurde an Brasilien verkauft. Mit der Transformation des Heeres, bei der auf Kettenfahrzeuge verzichtet wird, werden die Bergepanzer ausgemustert.

### Brasilien
Brasilien erhielt 2006 beim Kauf der Leopard 1 von Deutschland zusätzlich sieben Bergepanzer (Standard), von denen mindestens zwei vom belgischen Rüstungskonzern Sabiex zum SG-13 Hart umgebaut wurden. Die umgebauten Fahrzeuge verfügen über einen erhöhten Aufbau, einen massiveren Kran, einen vergrößerten Schild und über eine Heckabstützung.

### Chile
Chile erhielt sieben Bergepanzer 2 aus deutschen Beständen, die 2002 durch FFG zum Bergepanzer 2000 umgerüstet wurden. Die Niederlande lieferte drei weitere. Die Auslieferung der Bergepanzer 2000 erfolgte bis Juli 2003.

### Dänemark

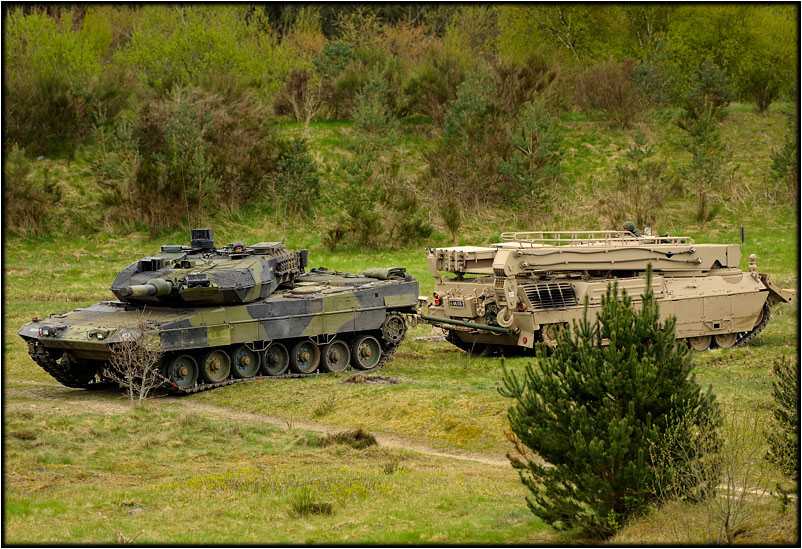
Bergepanzer Wisent mit einem Leopard 2A5DK im Schlepp

Dänemark kaufte zu seinen Leopard-1-Beständen zehn Bergepanzer 2 (Standard). Weitere 14 wurden 1995 von den Niederlanden angekauft. Mit dem Zulauf des Leopard 2A5DK entschieden sich die Streitkräfte, den Bergepanzer Büffel nicht zu beschaffen und dafür fünf Bergepanzer 2 zum Wisent kampfwertzusteigern. Trotz der Leistungssteigerungen ist der Wisent mit dem Gewicht des Leopard 2A5DK bei den Einsatzbedingungen in Afghanistan überfordert. Zusätzlich sind sie mit der fernbedienbaren Waffenstation LEMUR von BAE Systems ausgestattet. 
Im Juli 2024 beauftragte das dänische Material- und Beschaffungsamtes FMI die Firma Flensburger Fahrzeugbau Gesellschaft mit der Herstellung und Lieferung einer nicht weiter spezifizierten Anzahl an Wisent-2-Unterstützungspanzern in der Variante Bergepanzer und Pionierpanzer. Alle neuen gepanzerten Fahrzeuge sollen auf der Leopard-2A7-Plattform basieren und teilen daher das Fahrwerk und viele Ersatzteile mit den Leopard-2 A7-Kampfpanzern des dänischen Heeres. Bereits vorher hatten die dänischen Streitkräfte im Zuge der Ukrainehilfe eine zweistellige Anzahl von Unterstützungspanzern Wisent 1 an die Ukraine abgegeben.

### Griechenland
Die Streitkräfte Griechenlands besitzen mit ihrem Zukauf des Leopard 1 ebenfalls Bergepanzer aus den NATO-Staaten. Deutschland lieferte aus den Bundeswehrbeständen 25 Bergepanzer 2 (Standard), Italien 20 Fahrzeuge und die Niederlande 10 Stück. Weitere 50 Kampfpanzer des Typs Leopard 1V stehen zur Umrüstung an.

### Italien
Insgesamt erhielt Italien 137 Fahrzeuge des Bergepanzers Standard, wovon 68 im eigenen Land von Oto Melara gefertigt wurden. 23 dieser Fahrzeuge erhielten einen verstärkten Kran. Mit der Transformation der Streitkräfte wurden bis 2004 mindestens 20 Fahrzeuge weiterverkauft.

### Kanada
Kanada unterhält neun Bergepanzer 2A2. Die Ausführung entspricht der des dritten Bauloses der Bundeswehr. Eingesetzt werden die Fahrzeuge in den Panzerkompanien der Canadian Army. Als Bewaffnung wird das Maschinengewehr C6 GPMG genutzt.
Des Weiteren verfügt Kanada über 18 Stück Wisent 2.

### Litauen
Litauen erwarb im Rahmen der Bestellung von 21 Panzerhaubitze 2000 auch 6 Bergepanzer 2 aus den Beständen der Bundeswehr.

### Niederlande
Die Koninklijke Landmacht verfügte bis in die 1990er-Jahre über 52 Bergepanzer 2. Bis 1995 wurde die Stückzahl auf 38 Stück reduziert, wovon 14 an Dänemark verkauft wurden. Ein Teil der verbleibenden Bergepanzer wird zu Minenräumpanzern umgebaut. Als Ersatz dient der Bergepanzer Büffel auf dem Leopard-2-Chassis.

### Norwegen
Norwegen besitzt insgesamt sieben Bergepanzer des ersten Bauloses, davon wurde einer aus den Niederlanden angekauft.
Sechs Exemplare der neuen Serie Wisent 2 AUV NOR wurden 2018 bei der Flensburger Fahrzeugbau Gesellschaft (FFG) bestellt und 2021–2022 ausgeliefert. Sie können entweder als Pionier- oder Bergepanzer ausgerüstet werden.

### Polen
Mit der Ausstattung der 10. polnischen Panzer-Kavalleriebrigade mit dem Leopard 2, erhielt Polen ebenfalls zehn Bergepanzer 2 (Standard) aus den Überschussbeständen der Bundeswehr.

### Türkei
Im Rahmen der Militärhilfe erhielt die Türkei mit dem Kampfpanzer Leopard 1 ebenfalls Bergepanzer aus Bundeswehrbeständen. So verfügt das türkische Militär über zwölf Bergepanzer 2 (Standard) und vier Bergepanzer 2A2 (LS).

### Ukraine
Deutschland lieferte an die Ukraine im Rahmen der Unterstützung nach dem russischen Überfall auf die Ukraine 2022 aus Industriebeständen eine größere Anzahl an Fahrzeugen. Ende Oktober 2024 waren 22 Fahrzeuge geliefert und weitere 10 in Vorbereitung.

## Verluste im Russisch-Ukrainischen Krieg
Im Rahmen der ukrainischen Gegenoffensive im Juni 2023 sind bei einem gescheiterten Durchbruchsversuch im Süden der Ukraine mehrere Spezialfahrzeuge zerstört worden. Unter den Fahrzeugen befand sich, laut US-Magazin „Forbes“ mit Verweis auf russische Drohnenaufnahmen, mindestens ein Bergepanzer 2.